# Assassinato de Tammy Vincent
Tammy A. Vincent era uma adolescente estadunidense que foi assassinada em setembro de 1979. O seu corpo só foi identificado em 2007, 28 anos depois da sua morte. Apesar da sua identidade ter sido descoberta, o caso continua sem solução, apesar de um suspeito principal ter sido seleccionado. Acredita-se que pode ter sido vítima dos notórios assassinatos de Green River, que teve aproximadamente 49 vítimas enquanto ela permanecia desaparecida. Gary Ridgway deu-se como culpado desde então da maioria destas mortes, mais 6 homicídios adicionais. A actriz de NCIS Pauley Perrette colaborou com o popular programa de TV America's Most Wanted em 2009 para trabalhar em resolver o caso.

## Circunstâncias
Vincent cresceu numa quinta. Tinha 17 anos quando fugiu de casa e começou a prostituir-se como forma de sobreviver. Ela nasceu em Seattle, Washington.

## Homicídio

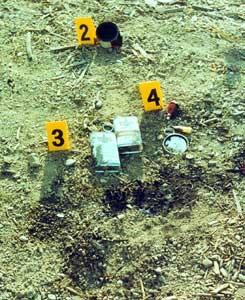
Local do crime onde o corpo de Vincent foi localizado.

Vincent alegadamente contactou a sua irmã no verão de 1979, explicando o seu desejo de regressar a casa. Esta foi a última vez que a ouviram. O corpo foi encontrado em 26 de setembro de 1979, em Tiburon, Califórnia. Vincent tinha sido espancada, levado um tiro na cabeça, e esfaqueada 43 vezes; os seus restos mortais estavam severamente danificados depois de terem sido queimados com acetona. As testemunhas reportam terem visto uma carrinha a fugir do local a acelerar. Depois da descoberta do corpo numa praia, os investigadores não conseguiram identificar o corpo. Acredita-se que ela foi assassinada devido ao facto de ir testemunhar contra um líder de crime organizado em tribunal. Na noite anterior ao homicídio de Vincent, uma adolescente com a sua descrição foi vista a acompanhar um homem branco a comprar um picador de gelo bem como acetona, que são provavelmente os mesmos itens usados no seu assassinato. Depois do seu corpo ser encontrado, os investigadores apenas conseguiram determinar a cor dos seus olhos, altura, peso, sexo e características dentárias. Na altura da sua morte, ela usava uma blusa preta, calças bege decoradas com azul e vermelho, e saltos altos.

## Identificação
Em esforços para identificar Vincent, o corpo foi exumado em 2002 e foi transportado para Richmond, Virgínia para mais análises. O Centro para Crianças Desaparecidas e Exploradas criou uma imagem do seu crânio, que tinha sido feito em muitos outros casos de pessoas por identificar. Várias outras reconstruções foram criadas antes do trabalho do Centro para Crianças Desaparecidas e Exploradas. Em 2007, amostras de ADN da mãe e irmã de Vincent coincidiram com o ADN dos restos mortais. Como a cabeça de Vincent estava severamente queimada, os detectives não conseguiram retirar amostras de cabelo; em vez disso, foi usado pelo da zona púbica para o teste de ADN. Ela foi cremada a 7 de Agosto de 2007, e foi enterrada pela sua famíla mais tarde nesse mês. As suas cinzas voaram da Califórnia para a sua família em Washington pelo detective Steve Nash, que trabalhou no caso desde 1988.